# Venustaconcha ellipsiformis
Venustaconcha ellipsiformis е вид мида от семейство Unionidae. Видът не е застрашен от изчезване.

## Разпространение
Разпространен е в САЩ (Айова, Арканзас, Илинойс, Индиана, Канзас, Кентъки, Минесота, Мисури, Мичиган, Оклахома, Охайо и Уисконсин).